# Rudolf Sönning
Rudolf Ludwig Sönning, auch Soenning, (* 5. Dezember 1904 in Memmingen; † 2. August 1980 ebenda) war ein deutscher Sportler, Arzt und Politiker (FDP, CSU).

## Werdegang
Sönning besuchte die Oberrealschule in Augsburg und erhielt nach mehreren Studien das Staatsexamen der Medizin in Hamburg. Er befasste sich schon früh mit öffentlichen Fragen und Aufgaben, so war er zunächst in der Jugendbewegung aktiv. 1927 initiierte er die Gründung des Akademischen Pflichtsportverbandes der Universität München. Bei den Olympischen Winterspielen 1928 in St. Moritz nahm er als Bobfahrer an der Staffel Deutschland I teil, die letztlich den 18. Platz belegte. Später arbeitete er in England, Frankreich und Südamerika, ehe er sich an mehreren Universitätskliniken zum Augenarzt ausbilden ließ und eine eigene Praxis in Berlin betrieb. Im Zweiten Weltkrieg leitete er in seiner Funktion als Stabsarzt Augenstationen in Norwegen, Finnland und Griechenland. Nach Ende des Kriegs ließ er sich in seiner Heimatstadt Memmingen nieder und arbeitete dort als Augenarzt. Bei der Landtagswahl 1950 wurde er über die Wahlkreisliste Schwaben der FDP erstmals in den Bayerischen Landtag gewählt. 1952 wechselte er zur CSU und übernahm den Vorsitz in deren Gesundheitspolitischem Arbeitskreis. Bei den vier darauffolgenden Wahlen gewann er das Direktmandat im Stimmkreis Neu-Ulm-Stadt und -Land, Illertissen, dem heutigen Stimmkreis Neu-Ulm, sodass er dem Landtag bis 1970 angehörte. Ferner vertrat er die Interessen der Ärzte in der Bayerischen Landesärztekammer sowie ab 1953 als Vorsitzender des damals neu gegründeten Landesgesundheitsrats Bayern. Der Bayerische Verdienstorden wurde ihm am 15. Januar 1962 verliehen, die Paracelsus-Medaille 1975.